# Ànec cullerot sud-africà
L'ànec cullerot sud-africà (Anas smithii) és una espècie d'ocell de la família dels anàtids (Anatidae) que habita llacs, aiguamolls i corrents fluvials tranquils d'Àfrica meridional, des del sud d'Angola, sud-est de la República Democràtica del Congo, Botswana, Zimbàbue i sud de Moçambic, cap al sud fins a Namíbia i Sud-àfrica. Modernament se l'ha inclòs en el gènere Spatula com (S. smithii).